# Volo Northwest Airlines 5 (1990)
Il volo Northwest Airlines 5 era un volo partito dall'aeroporto internazionale di Miami diretto all'aeroporto internazionale di Minneapolis-Saint Paul, che il 4 gennaio 1990, subì un guasto al motore numero tre (di dritta) a 35.000 piedi (11.000 m) a metà del volo sopra Madison, Florida.
Il Boeing 727-251, operato dalla Northwest Airlines, decollò da Miami alle 08:15  EST della mattina del 4 gennaio 1990. Circa un'ora dopo, verso le 09:10 EST, i piloti comunicarono di aver sentito un forte botto nella parte posteriore dell'aereo. Il jet, con un'età di 14 anni, continuò a volare normalmente e l'equipaggio, non sapendo che un motore era caduto giù, proseguì sulla rotta per quasi 50 minuti prima di effettuare un atterraggio di emergenza sicuro all'aeroporto internazionale di Tampa alle 09:58 EST. Il motore, un Pratt & Whitney JT8D-15, fu ritrovato il giorno dopo in un campo vicino a Madison, in Florida
Dopo l'atterraggio, le squadre di ispezione scovarono il problema: il sigillo esterno del bagno di prua mancava e probabilmente era stato installato in modo improprio, causando una perdita con la pressurizzazione del velivolo. Il sigillo mancante aveva provocato l'ingestione di pezzi congelati di liquido della toilette da parte del motore numero tre, danneggiando così le pale del compressore. In caso di guasto, il motore si staccò dalla fusoliera dell'aereo, come era stato progettato per fare.
Il National Transportation Safety Board (NTSB) stabilì che la probabile causa dell'incidente è stata "l'incapacità del personale di servizio della compagnia di riparare adeguatamente la toilette di prua dell'aereo."